# Skealoghan Turlough SAC
Skealoghan Turlough SAC este o arie protejată (arie specială de conservare — SAC, sit de importanță comunitară — SCI) din Irlanda întinsă pe o suprafață de 40,02 ha, integral pe uscat.

## Localizare
Centrul sitului Skealoghan Turlough SAC este situat la coordonatele 53°36′34″N 9°08′26″W / 53.609428°N 9.140667°V.

## Înființare
Situl Skealoghan Turlough SAC a fost declarat sit de importanță comunitară în noiembrie 1997 pentru a proteja un număr necunoscut de specii din flora spontană și fauna sălbatică aflate în arealul zonei. Situl a fost protejat și ca arie specială de conservare în iunie 2017.

## Biodiversitate
Situată în ecoregiunea atlantică, aria protejată conține 1 habitat natural: Turlough.
La baza desemnării sitului se află un număr nedeclarat de specii protejate.
Pe lângă speciile protejate, pe teritoriul sitului au mai fost identificate 1 specie de plante.